# Cheilotrichia (Empeda) caledonica
Cheilotrichia (Empeda) caledonica is een tweevleugelige uit de familie steltmuggen (Limoniidae). De soort komt voor in het Australaziatisch gebied.